# Zaar
Lo zaar  (in arabo  زار‎?) è un rituale femminile delle culture del Corno d'Africa e del Sudan in uso anche in Egitto, Arabia Saudita ed Iran.

## Rito
'Zaar'   è il termine con cui si indica un jinn che ha il possesso di un individuo, causando la sua malattia (spesso di tipo psichica).
Il rituale  zaar  viene praticato per esorcizzare tali spiriti negativi.
Le cerimonie zaar possono avere una durata che va dalle tre alle sette notti e comprendono cibi, travestimenti, musiche e danze estatiche.
Fondamentale è il tavolo tondo, colto di caramelle e frutta secca, intorno al quale le donne danzano al ritmo dei tamburi, fino allo svenimento.

## Musiche e strumenti
Il rituale zaar è basato essenzialmente sul ritmo incalzante della musica che culmina con la trancè. Ciò è dato da strumenti quali la tanbura, il manjur (una cintura di cuoio con dei pendenti fatti di zoccoli di capra) e vari strumento a percussione, tra cui la tabla.